# ルオスト
ルオスト（フィンランド語、Luosto）とは、フィンランド北部ラッピ県の北ラッピ郡に属する、ソダンキュラ内に存在する小集落である。周辺は同国によってPyhä-Luoston国立公園（フィンランド語、Pyhä-Luoston kansallispuisto）に指定されており、同国内におけるリゾート地の1つとして知られる。

## 概要

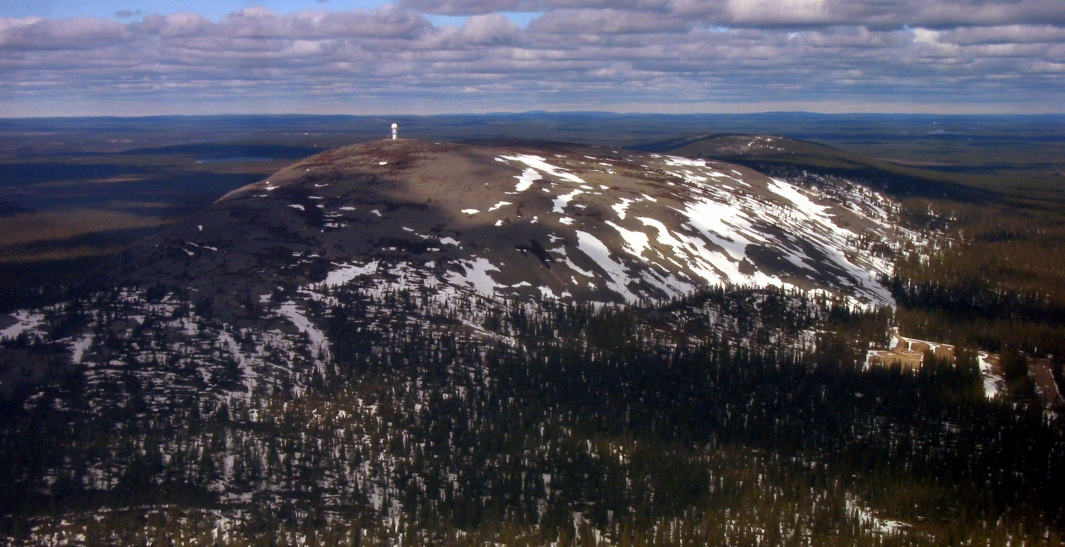
2005年5月に撮影された春のルオスト。

ルオストは北緯67度08分、東経26度54分付近に位置しており、この場所はソダンキュラ中心部から見ると、南南東に約30 kmの場所に当たる。ルオストは小集落であり、最も人口が多くなる冬期でも約200 人、夏期に至っては73 人程度しか住んでいない。
周辺はフィンランド国内ではよく知られたリゾート地であり、冬期にはスキーや犬ゾリやスノーモービルなどが楽しまれる。この他、付近のfi:Lampivaara（フィンランド語、Lampivaara）には、紫水晶の鉱山が存在する。
また、ルオスト周辺の140 km2を超える地域は、フィンランドによってPyhä-Luoston国立公園に指定されている。

## 地形
ルオスト付近は、かつて山脈であったと見られている。この付近の地殻では、約20億年前に造山運動が起こった地域だったと考えられている。
造山運動が終わった後、長い時間にわたって侵食され続けたため、この地域は次第に平坦になっていったものの、この地域には現在でも約35 kmにわたって高地が連なっている。
それらの中で最も標高の高い場所は、標高約540 mのノイタトゥントゥリである。ただし、現在ルオストと呼ばれている付近にも比較的標高の高い場所が存在しており、ルオスト付近には標高約514 mの地点がある。

## スノースポーツについて
2015年現在、ルオストでは冬期にスノースポーツを体験できる。スキーでの滑降可能になるのは、その年の気象条件によっても変動し得るものの、概ね11月か12月からである。
2015年現在、ここには7つのコースを備えたスキー場が開設されており、コースの長さは短いもので約400 m、長いものでも約1500 mといった規模である。
冬期には、この他にもスノーモービルや犬ゾリの体験も可能である。

## 夏期のイベント
『Luosto Classic』は、クラシック音楽を、ルオスト付近の野外で演奏するイベントである。

## 交通
ルオストへは道路が通じているため自動車で来ることが可能である。この他にも、2015年現在、最寄の鉄道駅と空港から、毎日連絡バスが運行されているため、自動車が無くとも比較的簡単にルオストへと来ることができる。